# Памятники истории и культуры Узункольского района
Памятники истории и культуры местного значения Узункольского района — отдельные постройки, здания и сооружения, некрополи, произведения монументального искусства, памятники археологии, включенные в Государственный список памятников истории и культуры местного значения Костанайской области. Списки памятников истории и культуры местного значения утверждаются исполнительным органом региона по представлению уполномоченного органа по охране и использованию историко-культурного наследия.
В Государственном списке памятников истории и культуры местного значения района в редакции постановления акимата Костанайской области от 31 марта 2020 года числились 7 наименований.

## Список памятников
| Номер в списке | Название                   | Изображение | Годы постройки                      | Место нахождения                                | Вид памятника                    |
| -------------- | -------------------------- | ----------- | ----------------------------------- | ----------------------------------------------- | -------------------------------- |
| 939            | Свято-Никольская церковь   |             | 1799 год                            | село Пресногорьковка, улица Ленина, 7           | градостроительство и архитектура |
| 940            | Курган Амречье             |             | ранний железный век – средневековье | 5 километров к северо-востоку от села Ряжское   | археология                       |
| 941            | Курганная группа Тайсойган |             | ранний железный век – средневековье | 6 километров к западу от села Тайсойган         | археология                       |
| 942            | Курган Терисколь           |             | ранний железный век – средневековье | северо-восточная окраина села Федоровка         | археология                       |
| 943            | Курган Сарыоба             |             | ранний железный век – средневековье | 8 километров к северо-западу от села Бауманское | археология                       |
| 944            | Курган I                   |             | ранний железный век – средневековье | 9 километров к северо-западу от села Варваровка | археология                       |
| 945            | Курган II                  |             | ранний железный век – средневековье | 8 километров к северо-западу от села Варваровка | археология                       |